# Statue de Richard Cœur de Lion
Pour les articles homonymes, voir Richard Cœur de Lion (homonymie).
La statue de Richard Cœur de Lion, intitulée simplement Richard Cœur de Lion, est une statue équestre de Richard Cœur de Lion située à l'extérieur du Palais de Westminster, à Londres. Elle est l'œuvre du sculpteur Carlo Marochetti. L'inscription Richard Cœur-de-Lion sur le socle est écrite en français (pourquoi ?). 
Elle est présentée à l'exposition universelle de 1851 dans une version en argile. La statue définitive est achevée en 1856.

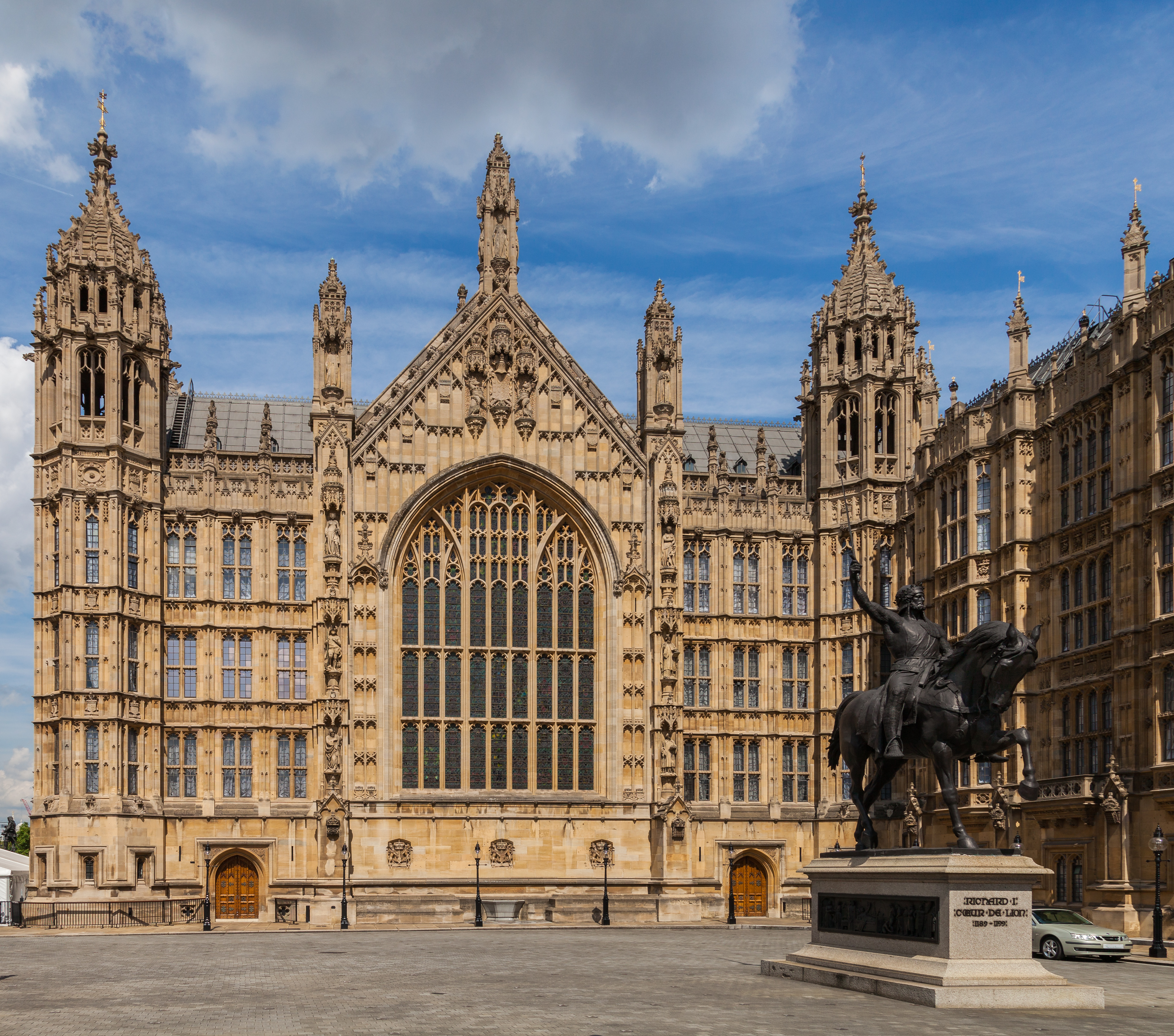
Richard Cœur de Lion.